# 가메

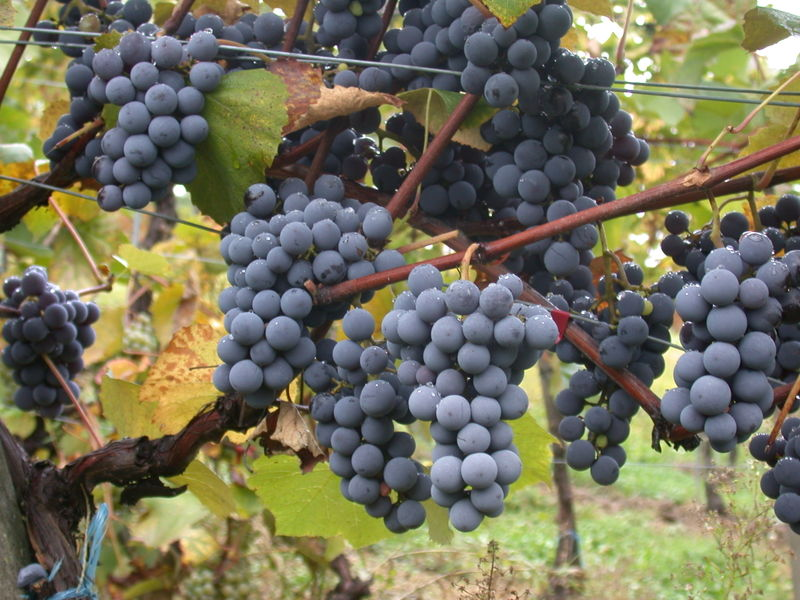

가메(Gamay)는 적포도주를 만드는 데 사용되는 보라색 포도 품종으로, 특히 보졸레(Beaujolais)와 투르(Tours) 주변의 루아르 밸리(Loire Valley)에서 재배된다. 정식 명칭은 "Gamay Noir à Jus Blanc"이다. 이는 15세기까지 언급된 매우 오래된 품종이다. 풍부한 생산량을 제공하기 때문에 종종 재배되었다. 그러나 산성 토양에 심으면 뛰어난 와인을 생산할 수 있으며, 이는 포도의 자연적으로 높은 산도를 부드럽게 만드는 데 도움이 된다.

## 특성
가메는 알칼리성 토양에 깊이 뿌리를 내리지 않는 경향이 있는 매우 활발한 포도나무로 성장 기간 동안 포도나무에 뚜렷한 수문학적 스트레스를 초래하며 이에 따라 포도의 산도도 높아진다. 탄산 침용을 통해 산미가 부드러워지며, 이 과정을 통해 밝게 으깬 딸기와 라즈베리를 연상시키는 생동감 넘치는 어린 과일 향은 물론 라일락과 제비꽃의 깊은 꽃향도 느낄 수 있다.
가메 기반 와인은 일반적으로 가벼운 바디감과 과일 향이 난다. 적당한 숙성 후에 마시는 와인은 바디감이 더 강한 경향이 있으며 전체 베리를 침용하여 생산된다. 후자는 주로 'Cru Beaujolais'로 지정된 지역에서 생산되며, 이 지역에서는 일반적으로 사워 체리, 후추, 말린 베리, 갓 자른 돌과 분필의 풍미가 나는 와인을 사용한다.